# 蒙兀兒
蒙兀兒，即蒙古一词在波斯语中的转音。蒙兀兒人的意思即是蒙古人，是波斯人稱呼居住于東察合台汗國、白帳汗國的蒙古人。蒙兀兒斯坦的意思即是蒙古人之地方，是波斯人稱呼東察合台汗國、白帳汗國時使用的術語。
東察合台汗國所指为北到塔爾巴哈台，西至伊塞克湖，巴爾喀什湖，東至阿爾泰山，南至畏兀兒的綠洲。基本上天山以北整個新疆北部，楚河與塔拉斯以及費爾干納谷地也算是蒙兀兒斯坦（即是哈萨克与吉尔吉斯）。一般察合台汗國分为分为畏兀儿斯坦（Uyghurstan），阿尔蒂沙尔（Alti-Shahr，意思是六城：莎車，喀什，和田，阿克苏，烏什和英吉沙），和西部蒙兀兒斯坦（Moghulistan）。
東察合台汗國第一任可汗禿忽魯帖木兒统治下，蒙兀兒人集体皈依伊斯兰教，而第五任可汗马哈麻加速了蒙兀兒人伊斯兰化进程。這個地區原是由东察合台汗国管辖，但到了15世紀，大批遊牧民脫離烏茲別克的阿布海兒汗，跟隨朮赤系的蘇丹，克烈汗與賈尼別克前往此地。东察合台汗国也先不花二世及羽奴思汗把一塊蒙兀兒斯坦的土地（庫齊巴什），收留了他們，從此這就是哈薩克汗國的一部分。察合台汗國也愈來愈局限在南疆。這地方後來成為哈薩克汗國的大玉茲，居民是康里、烏孫、杜格拉特、札剌亦兒等部落。有研究者认为，至羽奴思汗时，蒙兀兒人的穆斯林身份已被伊斯兰世界所接纳。
在17世紀這裡成為準噶爾部的地方，蒙兀兒人也逐漸融入維吾爾人中。
- 东察合台汗国，1372年
- 叶尔羌汗国，1572年
- 1450年开始的东察合台汗国疆域，包括蒙兀兒斯坦、阿尔蒂沙尔及畏兀儿斯坦（吐鲁番）
- 东察合台汗国，1490年
- 15世纪，蒙古高原诸部与蒙兀兒斯坦。此图标示的蒙兀兒斯坦包含畏兀儿斯坦。